# Yohan Benalouane
Yohan Benalouane, född 28 mars 1987 i Bagnols-sur-Cèze, är en fransk-tunisisk fotbollsspelare.

## Karriär
Den 18 januari 2019 värvades Benalouane av Nottingham Forest, där han skrev på ett 1,5-årskontrakt. En dag senare debuterade Benalouane i en 1–0-förlust mot Bristol City.
Den 5 oktober 2020 kom Benalouane överens med Nottingham Forest om att bryta sitt kontrakt. Samma dag värvades Benalouane av grekiska Aris, där han skrev på kontrakt fram till sommaren 2022. Den 14 juli 2022 värvades Benalouane av italienska Serie C-klubben Novara, där han skrev på ett ettårskontrakt.